# Біг на 400 метрів з бар'єрами
Біг 400 метрів з бар'єрами це легкоатлетичне змагання з бар'єрного бігу. Вони присутні в олімпійській програмі легкої атлетики з 1900 року для чоловіків та з 1984 року для жінок.
На звичайному легкоатлетичному стадіоні, 400 метрів — це довжина внутрішньої бігової доріжки. Бігуни залишаються на своїх доріжках всю дистанцію після старту і повинні подолати десять бар'єрів, рівномірно розташованих по дистанції. Бар'єри розташовані та зважені так, щоб вони падали вперед, якщо на них налетіли з достатньою силою, щоб запобігти травмуванню бігунів. Попри те, що за їх збиття вже не передбачено жодного покарання, бігуни воліють проходити бар'єри чисто, оскільки дотик до них під час бігу уповільнює рух.
Найкращі спортсмени-чоловіки можуть бігти на 400 м з бар'єрами за близько до 47 секунд, тоді як найкращі спортсменки-жінки за 53 секунди. Нинішніми світовими рекордсменами серед чоловіків та жінок є Карстен Варгольм (45,94) секунд та Сідні Мак-Лафлін - 51,46 секунд. У порівнянні з  бігом на 400 метрів, біг з бар'єрами займають у чоловіків приблизно на три секунди довше, а у жінок — на чотири секунди.
Змагання з бігу на 400 м з бар'єрами було проведено на першому чемпіонаті світу з легкої атлетики IAAF. Перший чемпіонат для жінок відбувся на Чемпіонаті світу з легкої атлетики 1980 року, який проходив тільки одного разу через відсутність забігів на літніх Олімпійських іграх 1980 року.

## Історія
Перші змагання в бігу на 400 метрів з бар'єрами мали місце в 1860 р., коли в Оксфорді, Англія, проводився забіг на 440 ярдів (402,336 м). На дистанції учасникам довелося подолати дванадцять дерев’яних бар’єрів, понад 100 сантиметрів заввишки, які були розміщені з рівними інтервалами.
Щоб зменшити ризик отримання травм, в 1895 році були введені дещо легші конструкції, які бігуни могли проштовхнути. Однак до 1935 року бігуни дискваліфікувалися, якщо вони збили понад три бар'єри в перегонах, і рекорди були офіційно прийняті лише в тому випадку, якщо бігун залишив усі бар'єри стояти.
Біг на 400 метрів з бар'єрами став олімпійським видом на літніх Олімпійських іграх 1900 року в Парижі, Франція. Водночас дистанцію було стандартизовано, щоб можна було проводити фактично однакові перегони та час фінішу порівнювати між собою. В результаті офіційна відстань була встановлена на 400 метрів, або один круг стадіону, а кількість бар'єрів зменшили до десяти. Їх офіційна висота була встановлена на 91,4 см (3 фути) для чоловіків і 76,20 см (2 фути, 6 дюймів) для жінок. Тепер бар'єри були розміщені на трасі зі стартовою ділянкою до першого бар'єра в 45 метрів, відстань між бар'єрами 35 метрів кожна, а фінішна пряма простягалася від останнього бар'єра до фінішу на 40 метрів.
Перший задокументований забіг на 400 метрів з бар'єрами серед жінок відбувся в 1971 р. В 1974 р. Міжнародна федерація легкої атлетики (IAAF), офіційно представила ці змагання як дисципліну, хоча на Олімпійських іграх вона проходила лише в 1984 р. Чемпіон світу був коронований роком раніше на першому чемпіонаті світу з легкої атлетики. Спеціальний жіночий забіг на 400 метрів з бар'єрами відбувся на Чемпіонаті світу з легкої атлетики IAAF у 1980 році у відповідь на те, що жіночі забіги на 400 метрів з бар'єрами не були включені в бойкотовані Олімпійські ігри 1980 року в Москві та турнір "Ліберті Белл Классік".
Багато спортивних коментаторів та чиновників часто висловлювали ідею підняти висоту бар'єрів у бігу на 400 метрів серед жінок, для більшої вимоги щодо навичок здолання перешкод. 

## Чільна десятка бігунів усіх часів

### Чоловіки
Станом на серпень 2021
| Місце | Час   | Спортсмен          | Країна                        | Дата            | Місце        |
| ----- | ----- | ------------------ | ----------------------------- | --------------- | ------------ |
| 1.    | 45,94 | Карстен Варгольм   | Норвегія                      | 03 серпня 2021  | Токіо        |
| 2.    | 46,17 | Рай Бенджамін      | США                           | 03 серпня 2021  | Токіо        |
| 3.    | 46,72 | Аліссон душ Сантущ | Бразилія                      | 03 серпня 2021  | Токіо        |
| 4.    | 46,78 | Кевін Янг          | США                           | 06 серпня 1992  | Барселона    |
| 5.    | 46,98 | Абдеррахман Самба  | Катар                         | 30 червня 2018  | Париж        |
| 6.    | 47,02 | Едвін Мозес        | США                           | 31 серпня 1983  | Кобленц      |
| 7.    | 47,03 | Браян Бронсон      | США                           | 21 червня 1998  | Новий Орлеан |
| 8.    | 46,72 | Кайрон Макмастер   | Британські Віргінські Острови | 03 серпня 2021  | Токіо        |
| 9.    | 47,10 | Семюел Матете      | Замбія                        | 07 серпня 1991  | Цюрих        |
| 10.   | 47,19 | Андре Філліпс      | США                           | 25 вересня 1988 | Сеул         |

### Жінки
Станом на липень 2023
| Місце | Час   | Спортсменка       | Країна     | Дата            | Місце     |  |  |  |
|       | 50,37 | Сідні Мак-Лафлін  | США        | 8 серпня 2024   | Сен-Дені  |  |  |  |
|       | 50,65 | Сідні Мак-Лафлін  | США        | 30 червня 2024  | Юджин     |  |  |  |
| 1.    | 50,68 | Сідні Мак-Лафлін  | США        | 22 липня 2022   | Юджин     |  |  |  |
| 2.    | 51,45 | Фемке Бол         | Нідерланди | 23 липня 2023   | Лондон    |  |  |  |
| 3.    | 51,58 | Далайла Мухаммад  | США        | 04 серпня 2021  | Токіо     |  |  |  |
| 4.    | 52,34 | Юлія Печонкіна    | Росія      | 08 серпня 2003  | Тула      |  |  |  |
| 5.    | 52,39 | Шам'є Літтл       | США        | 04 липня 2021   | Стокгольм |  |  |  |
| 6.    | 52,42 | Мелейн Вокер      | Ямайка     | 20 серпня 2009  | Берлін    |  |  |  |
| 7.    | 52,47 | Лашинда Демус     | США        | 01 вересня 2011 | Тегу      |  |  |  |
| 8.    | 52,61 | Кім Баттен        | США        | 11 серпня 1995  | Гетеборг  |  |  |  |
| 9.    | 52,62 | Тоня Буфорд-Бейлі | США        | 11 серпня 1995  | Гетеборг  |  |  |  |
| 10.   | 52,70 | Наталія Антюх     | Росія      | 08 серпня 2012  | Лондон    |  |  |  |